# Gobiodon acicularis
Gobiodon acicularis là một loài cá biển thuộc chi Gobiodon trong họ Cá bống trắng. Loài này được mô tả lần đầu tiên vào năm 1995.

## Từ nguyên
Tính từ định danh acicularis trong tiếng Latinh có nghĩa là "nhọn như kim khâu", hàm ý đề cập đến gai vây lưng đầu tiên thon dài, đặc trưng của loài cá này.

## Phân loại
Các bằng chứng phát sinh chủng loại học cho thấy, G. acicularis và Gobiodon ceramensis là hai loài chị em gần nhất.

## Phân bố và môi trường sống
G. acicularis có phân bố nhỏ hẹp ở Tây Thái Bình Dương, bao gồm Palau, quần đảo Solomon, Papua New Guinea và bờ đông bắc Úc. Loài này cũng dược ghi nhận tại Raja Ampat (Indonesia).
G. acicularis chỉ sống trên các cụm san hô Echinopora horrida, Echinopora mammiformis và Hydnophora rigida, được tìm thấy ở độ sâu đến ít nhất là 10 m. Do chỉ phụ thuộc vào môi trường sống san hô Echinopora và Hydnophora, những loài đang chịu tác động từ quá trình acid hóa đại dương và nóng lên toàn cầu, đặc biệt là ở rạn san hô Great Barrier, mà G. acicularis được xếp vào nhóm Loài sắp bị đe dọa theo Sách đỏ IUCN.

## Mô tả
Chiều dài lớn nhất được ghi nhận ở G. acicularis là 4 cm. Loài này có màu nâu vàng hoặc đen tuyền, đặc trưng bởi gai vây lưng đầu tiên vươn dài. Vây lưng trước có các gai giảm dần theo chiều cao về phía cuối tạo thành hình tam giác.
Số gai vây lưng: 7; Số tia vây lưng: 10–11; Số gai vây hậu môn: 1; Số tia vây hậu môn: 9; Số gai vây bụng: 1; Số tia vây bụng: 5; Số tia vây ngực: 16–17.